# Tamaeva V
Tamaeva V, née vers 1830 et morte en 1923, est la dernière souveraine de l'île de Rimatara, dans les Îles Australes, en Polynésie française. Succédant à sa jeune nièce Tamaeva IV, elle a régné sous protectorat de la France, de 1892 à 1901, date de l'annexion par la France au sein des Établissements français de l'Océanie. Elle est la dernière reine qui ait régné sur une île de la Polynésie française.

## Biographie
Appelée Heimataura avant de devenir reine, elle est la fille du roi Tamaeva II et la sœur du roi Tamaeva III. À la mort de ce dernier en 1876, sa fille, Tamaeva IV, lui succède, mais ce n'est qu'une enfant, née au début des années 1870. Sa tante, Heimataura, devient régente. Elle était sous l'influence des missionnaires protestants anglophones qui avaient évangélisé l'île ; ceux-ci essayaient de faire passer l'île sous l'autorité britannique.
Mais il existait un accord tacite de partage des zones d'influence dans le Pacifique entre les grandes puissances et Rimatara, considérée comme liée culturellement et géographiquement à Tahiti, était dans la zone française. En 1889, elle dut accepter un protectorat français sur Rimatara et les Îles Maria. Le 29 mars 1889, Théodore Lacascade, gouverneur des Établissements français de l'Océanie, vint formaliser l'opération à bord du navire la Dives, comme il l'avait fait deux jours plus tôt pour l'île de Rurutu. Le 12 novembre 1892, sa nièce, la jeune reine Tamaeva IV meurt, et elle lui succède. Le fonctionnement politique interne de l'île est peu modifié par le protectorat.
Le 2 septembre 1901, Rimatara est annexée aux Établissements français de l'Océanie. Le drapeau tricolore remplace alors le drapeau du protectorat. Cette date marque la fin de la dynastie des rois Tamaeva fondée environ un siècle plus tôt.
L'ex-reine meurt en 1923. Elle est inhumée dans la modeste nécropole royale située dans l'ancien cimetière du chef-lieu, Amaru, un enclos de 8 mètres sur 6 entouré d'un mur, face à la mer.
La tradition rapporte que la reine avait en 1900 déclaré tabou, ou tapu en polynésien, le lori de Kuhl ou lori de Rimatara, bel oiseau multicolore endémique sur l'île, ce qui interdisait de l'exploiter, de le chasser ou de lui faire du tort. Grâce à cela, la population s'est maintenue sur l'île jusqu'à nos jours, alors qu'elle avait disparu sur les îles Cook du sud. En 2007, les habitants de Rimatara ont offert vingt-sept oiseaux à ceux de l'île d'Atiu, dans les îles Cook, et la réintroduction de cette espèce anciennement endémique à Atiu a été un succès.